# Louisville Tennis Championships 2007
Il Louisville Tennis Championships 2007, noto come Tennis Championships 2007 per motivi di sponsorizzazione, è stato un torneo di tennis facente parte della categoria ATP Challenger Series nell'ambito dell'ATP Challenger Series 2007. Il torneo si è giocato a Louisville negli Stati Uniti dal 29 ottobre al 4 novembre 2007 su campi in cemento.

## Vincitori

### Singolare
Matthias Bachinger ha battuto in finale  Donald Young con il punteggio di 0–6, 7–5, 6–3

### Doppio
John Isner /  Travis Parrott hanno battuto in finale  Richard Bloomfield /  Michael Ryderstedt con il punteggio di 6–4, 6–4